# Antiguo idioma yue

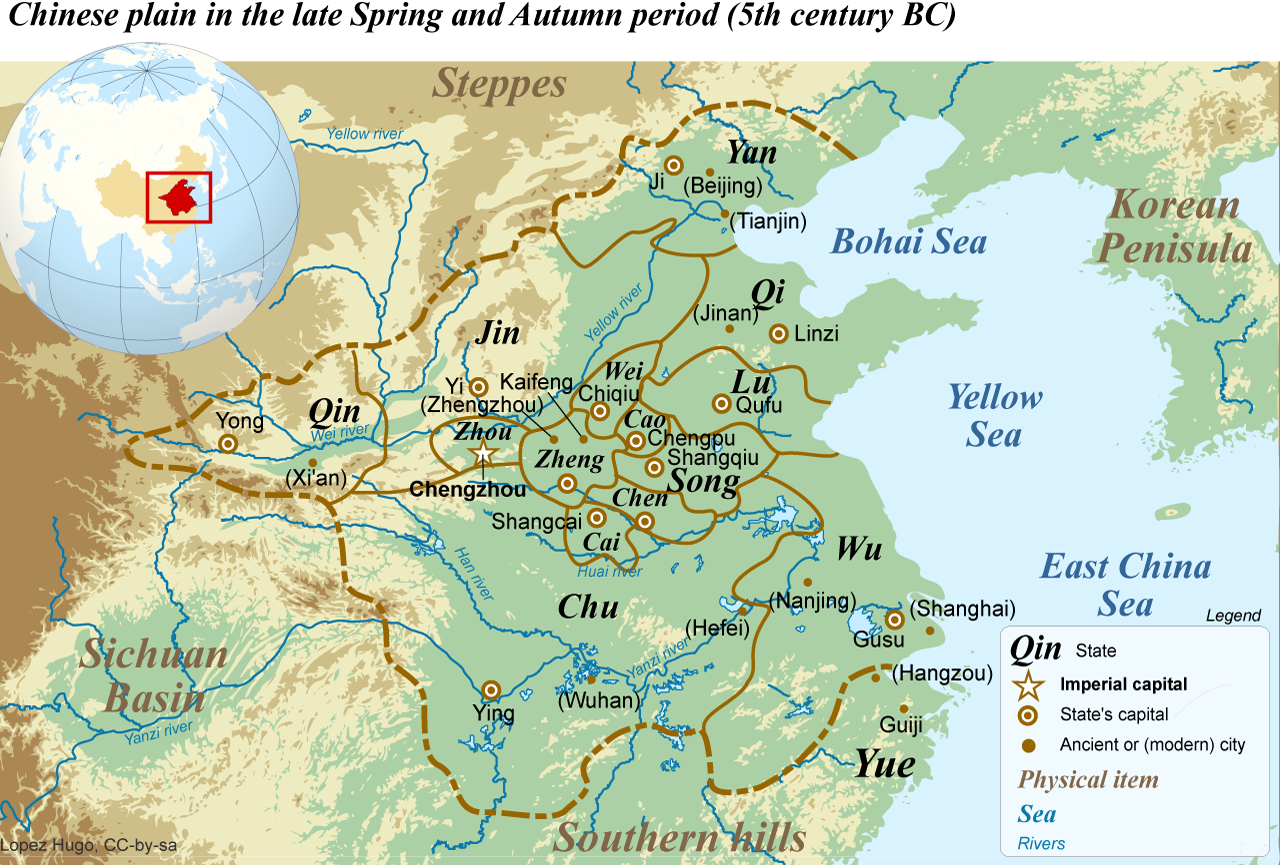
Mapa de la llanura china al comienzo del Período de los Reinos Combatientes en el

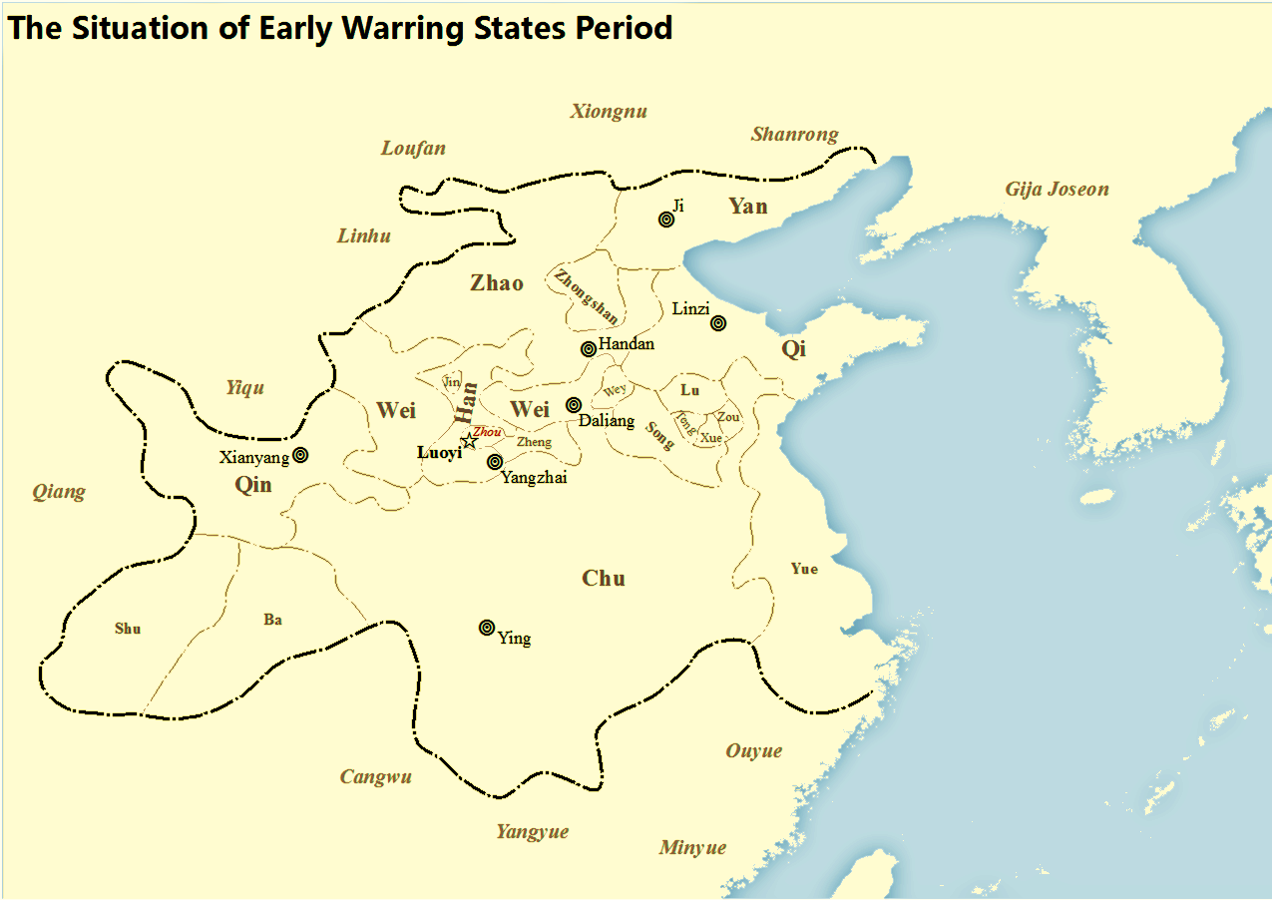
Mapa del Período de los Reinos Combatientes, después de que Yue conquistara Wu. Otros pueblos Baiyue se muestran en el sur.

El antiguo yue (en chino, 古越語; pinyin, Gǔ Yuèyǔ; jyutping, Gu2 Jyut6 Jyu5; pe̍h-ōe-jī, Kó͘-oa̍t-gí / Kó͘-oa̍t-gír / Kó͘-oa̍t-gú) es una lengua poco conocida, o grupo de lenguas, que se habrían hablado en la antigua China alrededor de los años 700 a. C. o más tarde. Puede referirse a la lengua de Yue, que se habló en el reino de Yue durante el período de primaveras y otoños. También puede referirse a la variedad de idiomas diferentes hablados por los baiyue. Las posibles lenguas habladas por ellos pueden haber sido de kra-dai, hmong-mien, austronesias, austroasiático y otros orígenes. No debe confudirse con el antecesor del moderno chino yue que es una lengua sinítica no relacionada con esas lenguas.
El conocimiento del habla Yue se limita a referencias fragmentarias y posibles préstamos en otros idiomas, principalmente lenguas siníticas. El testimonio más largo es la "Canción del barquero de Yue", una canción corta transcrita fonéticamente en caracteres chinos en 528 a. C. e incluida, con una versión china, en el Jardín de las Historias (說苑) compilado por Liu Xiang cinco siglos después.
Los nativos de Nanyue probablemente hablaban antiguo yue, mientras que los colonos han y los funcionarios del gobierno hablaban chino antiguo. Algunos sugieren que los descendientes de los Nanyue hablaban lenguas austroasiáticas. Otros sugieren que se trataría una lengua relacionada con la etnia zhuang moderna. Es plausible decir que los yue hablaban más de un idioma. El chino antiguo en la región probablemente fue muy influenciado por el habla yue (y viceversa), y muchos préstamos Old Yue en chino han sido identificados por eruditos modernos.

## Teorías de clasificación
Existe cierto desacuerdo sobre las lenguas que se hablaban en Yue, con candidatos extraídos de las familias lingüísticas no siníticas todavía representadas en áreas del sur de China, kra-dai, hmong-mien, austronesias o austroasiáticas; Las lenguas siníticas modernas, las lenguas kra-dai, las hmong-mien como las viéticas (rama del austroasiático) tienen sistemas de tonos, estructura silábica, características gramaticales y falta de inflexión similares, pero se cree que estas características se han extendido por medio de la difusión a través del área lingüística del sudeste asiático continental, en lugar de indicar descendencia común.
- Los eruditos en China a menudo asumen que los Yue hablaban una forma temprana de Kra-Dai. Según Sagart (2008), esto está lejos de ser evidente, porque el núcleo de las Kra-Dai geográficamente se encuentra en Hainan y la región fronteriza entre China y Vietnam, que está más allá del extremo sur del área de Yue. El lingüista Wei Qingwen dio una interpretación de la "Canción del barquero Yue" en Standard Zhuang. Zhengzhang Shangfang propuso una interpretación de la canción escrita Tailandés (que data de finales del siglo 13) como la aproximación más cercana disponible al idioma original, pero su interpretación sigue siendo controvertida.[1][7]
- Peiros (2011) muestra con su análisis que la patria de Austroasiatic está en algún lugar cerca del Yangtze. Sugiere el sur de Sichuan o ligeramente al oeste de ella, como la probable patria de los hablantes proto-austroasiáticos antes de que emigraran a otras partes de China y luego al sudeste asiático. Además, sugiere que la familia debe ser tan antigua como proto-austronesia y proto-sino-tibetana o incluso más antigua.[8] Los lingüistas Sagart (2011) y Bellwood (2013) apoyan la teoría de un origen austroasiático a lo largo del río Yangtsé en el sur de China.[9]
- Sagart (2008) sugiere que la lengua Yue Antigua, junto con la lengua proto-Austronesia, descendía de la lengua o lenguas del complejo cultural Tánshíshān-Xītóu (actual provincia de Fujian de China), haciendo de la lengua Yue Antigua una lengua hermana del proto-Austronesio, que Sagart ve como el origen de las lenguas Kra-Dai. [10]
- Behr (2009) también señala que el El dialecto Chǔ del chino antiguo fue influenciado por varios substrato, predominantemente Kra-Dai, pero también posiblemente austroasiático, austronesio y hmong-mien.[11]

### Argumentos pro-kra-dai
Se ha planteado la hipótesis de que el idioma proto-kra-dai se originó en los valles del Bajo Yangtze. Los textos chinos antiguos se refieren a las lenguas no siníticas habladas en esta región sustancial y a sus hablantes como Yuè. Aunque esas lenguas están extintas, se pueden encontrar rastros de su existencia en materiales inscripcionales desenterrados, textos históricos chinos antiguos y sustratos no Han en varios dialectos del sur de China. Tailandés, una de las lenguas tai y la lengua más hablada en las familia lingüística kra-dai, se ha utilizado ampliamente en lingüística histórico-comparativa para identificar los orígenes de la(s) lengua(s) hablada(s) en la antigua región del sur de China. Uno de los pocos registros directos del habla no sinítica en tiempos pre-Qin y Han que se ha conservado hasta ahora es la Canción del barquero Yue (Yueren Ge 越人歌), que fue transcrita fonéticamente en caracteres chinos en 528 a. C., y encontrada en el  capítulo 善说  Shanshuo del Shuoyuan 说苑 o Jardín de las Persuasiones.
Willeam Meacham (1996) informa que los lingüistas chinos han mostrado una fuerte evidencia de vestigios de lenguas tai en antiguas áreas de Yue: Lin (1990) encontró elementos daicos (tai) en algunas vareidades lingüísticas min, Zhenzhang (1990) ha propuesto etimologías e interpretaciones tai para ciertos topónimos en los antiguos estados de Wu y Yue, y Wei (1982) encontraron similitudes en las palabras, combinaciones y esquema de rimas entre la "Canción del barquero Yue" y las lenguas Kam–Tai.
James R. Chamberlain (2016) propone que la familia lingüística kra-dai se formó ya en el siglo XII a. C. en medio de la cuenca del Yangtze, coincidiendo aproximadamente con el establecimiento del Estado Chu y el comienzo de la dinastía Zhou. Siguiendo las migraciones hacia el sur de los hablantes de lenguas kra y hlai (Rei / Li) pueblos alrededor del siglo VIII a. C., el pueblo Yue (Be-Tai) comenzó a separarse y moverse a la costa este en la actual provincia de Zhejiang, en el siglo VI a. C., formando el estado de Yue y conquistando el estado Wu poco después. Según Chamberlain, el pueblo Yue (Be-Tai) comenzó a migrar hacia el sur a lo largo de la costa este de China a lo que ahora son Guangxi,  Guizhou y el norte de Vietnam, después de que Yue fue conquistada por Chu alrededor del 333 a. C. Allí el Yue (Be-Tai) formó las políticas Xi Ou, que se convirtió en las Tai del Norte y el Luo Yue, que se convirtió en el Tai Central-Suroeste. Sin embargo, Pittayaporn (2014), después de examinar capas de chinos en proto-tai del sudoeste y otra evidencia histórica, propone que la migración hacia el suroeste de las tribus de habla tai del suroeste desde el Guangxi moderno al continente del sudeste asiático debe haber tenido lugar solo en algún momento entre los siglos 8 y 10 CE, mucho después del 44 EC, cuando las fuentes chinas mencionaron por última vez a Luo Yue en el delta del río Rojo.

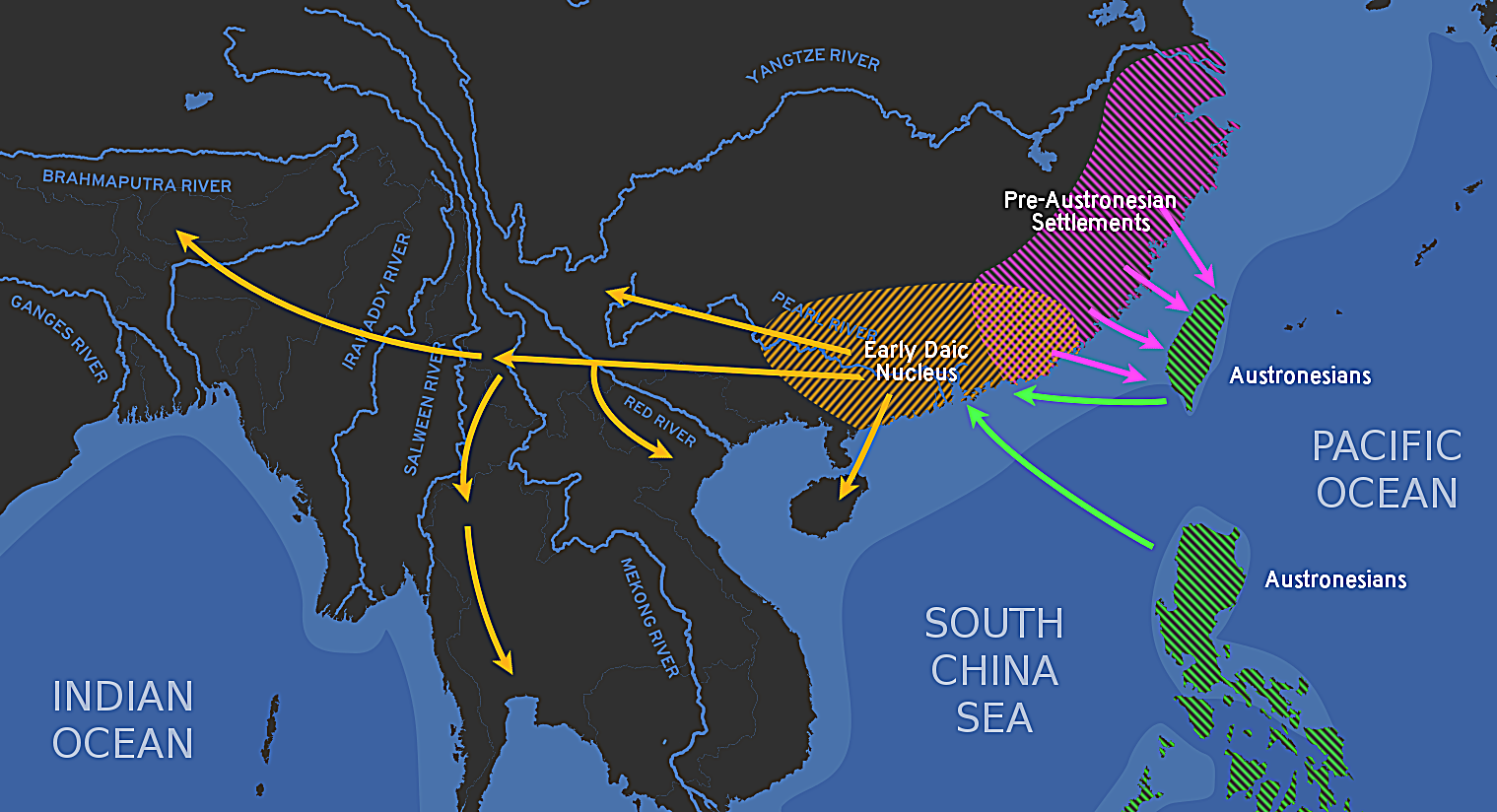
Propuesta sobre el urheimat de la lenguas daicas y su relación con las lenguas austronesias (Blench, 2018)
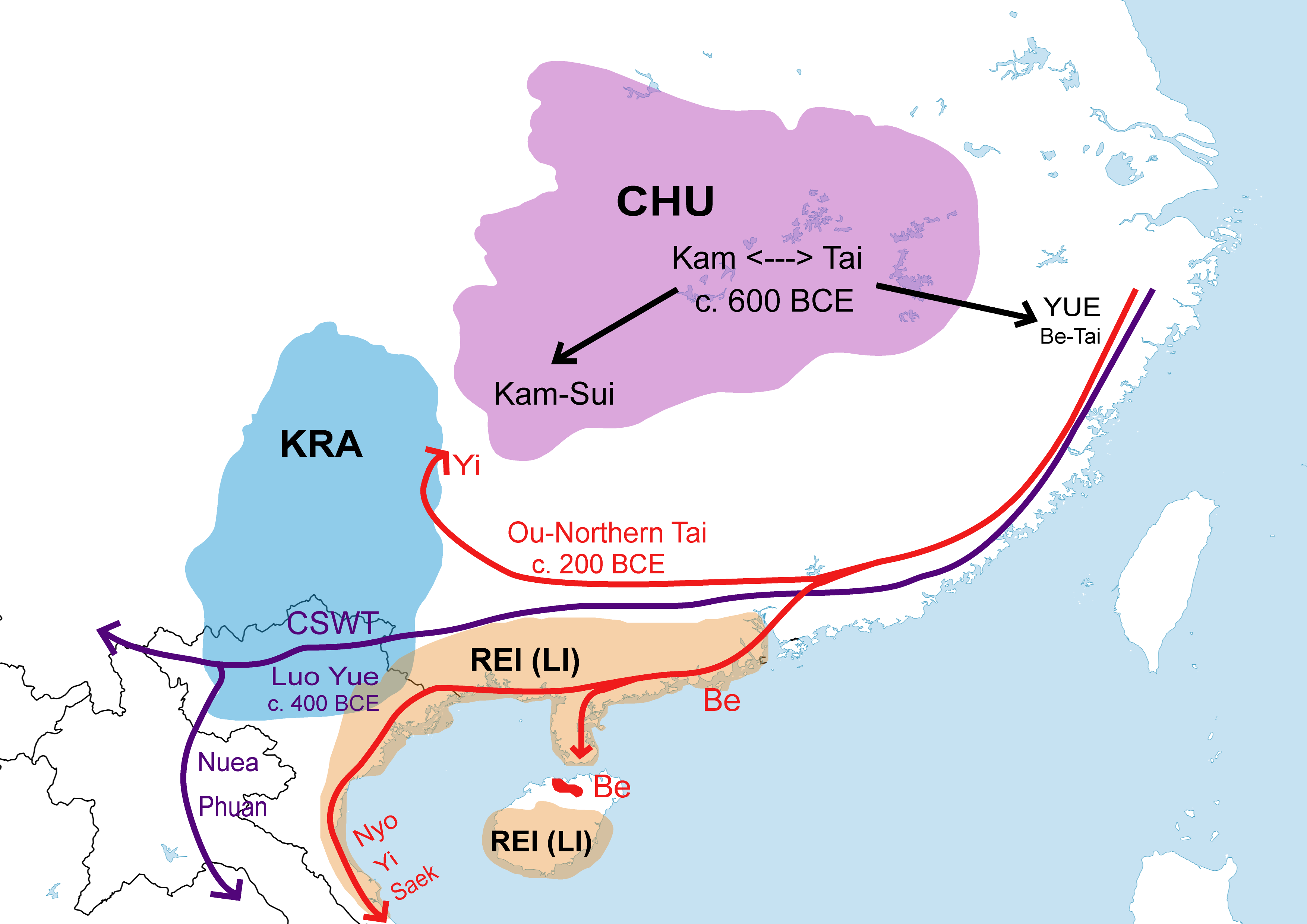
Ruta de migración de los pueblos Kra-Dai (Tai-Kadai) según James R. Chamberlain (2016).
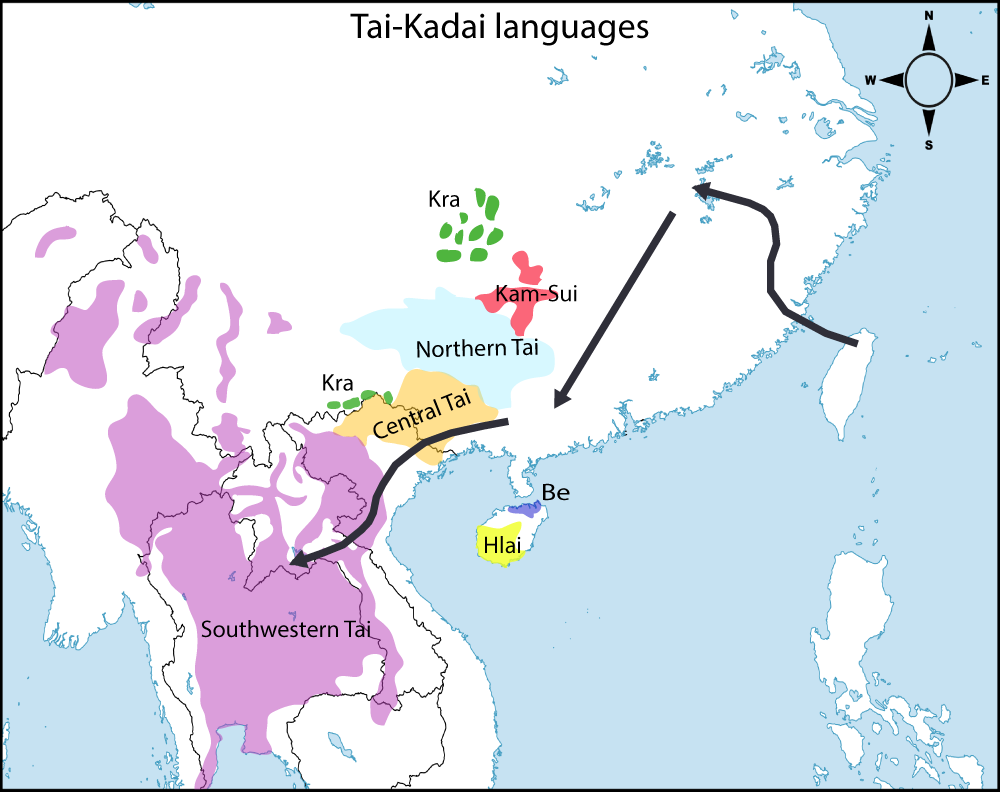
Ruta de migración de los pueblos Tai-Kadai según Matthias Gerner en Northeast to Southwest Hypothesis.

#### Evidencia textual antigua
A principios de la década de 1980, el lingüista zhuang, Wei Qingwen (韦庆稳), electrizó a la comunidad académica en Guangxi al identificar el idioma en la Canción del barquero Yue como un idioma ancestral de la zhuang. Wei usó Chino antiguo reconstruido para los caracteres y descubrió que el vocabulario resultante mostraba un gran parecido con el zhuang moderno. Más tarde, Zhengzhang Shangfang (1991) siguió la visión de Wei pero usó la escritura tailandesa para la comparación, ya que esta ortografía data del siglo XIII y conserva arcaísmos relativos a la pronunciación moderna. Zhengzhang señala que 'tarde, noche, oscuridad' lleva el tono C en Wuming Zhuang xamC2 y ɣamC2 'noche'. El elemento raa normalmente significa 'nosotros incluidos', pero en algunos lugares, por ejemplo, Tai Lue y White Tai 'I'. Sin embargo, Laurent critica la interpretación de Zhengzhang como anacrónica, porque por arcaica que sea la escritura tailandesa, el idioma tailandés solo se escribió 2000 años después de que la canción hubiera sido grabada; incluso si las lenguas kam-tai podrían haber surgido en el siglo VI a. C., su pronunciación habría sido sustancialmente diferente de la tailandesa moderna. La siguiente es una interpretación simplificada de la "Canción del barquero Yue" de Zhengzhang Shangfang citada por David Holm (2013) con escritura tailandesa y glosas chinas omitidas:
濫 兮 抃 草 濫
ɦgraams ɦee brons tshuuʔ ɦgraams

glamx ɦee blɤɤn {cɤɤ, cɤʔ} glamx

evening ptl. joyful {to meet} evening

Oh, the fine night, we meet in happiness tonight!
予 昌 {枑 澤} 予 昌 州
la {thjang < khljang} {gaah draag} la thjang {tju < klju}
raa djaangh {kraʔ - ʔdaak} raa djaangh cɛɛu
{we, I} {be apt to} {shy, ashamed} {we, I} {be good at} {to row}
I am so shy, ah! I am good at rowing.
州 𩜱 州 焉 乎 秦 {胥 胥}
tju khaamʔ tju jen ɦaa dzin sa
cɛɛu khaamx cɛɛu jɤɤnh ɦaa djɯɯnh saʔ
{to row} {to cross} {to row} slowly ptl. joyful {satisfy, please}
Rowing slowly across the river, ah! I am so pleased!
縵 予 乎 昭 澶 秦 踰
moons la ɦaa {tjau < kljau} daans dzin lo
mɔɔm raa ɦaa caux daanh djin ruux
{dirty, ragged} {we, I} ptl. prince {Your Excellency} acquainted know
Dirty though I am, ah! I made acquaintance with your highness the Prince.
滲 惿 隨 河 湖
srɯms {djeʔ < gljeʔ} sɦloi gaai gaa
zumh caï rɯaih graih gaʔ
{to hide} heart {forever, constantly} {to yearn} ptl.
Hidden forever in my heart, ah! is my adoration and longing.
Algunas palabras dispersas no siníticas encontradas en los dos antiguos textos ficticios chinos, el Mu Tianzi Zhuan (en chino: 穆天子傳) (4th c. B.C.) y el Yuejue shu (en chino: 越絕書) (c. I d. C.), se puede comparar con los elementos léxicos en las lenguas kra-dai. Estos dos textos solo se conservan en versiones corruptas y comparten una historia editorial bastante enrevesada. Wolfgang Behr (2002) intenta identificar los orígenes de esas palabras:
- "吳謂善「伊」, 謂稻道「緩」, 號從中國,  名從主人。 "[23]

"El Wú dicen yī para 'bueno' y huăn para 'camino', es decir, en sus títulos siguen a los reinos centrales, pero en sus nombres siguen a sus propios señores".
伊 yī < ʔjij < *bq(l)ij ← siamés diiA1, Longzhou dai1, Bo'ai nii1 Daiya li1, Sipsongpanna di1, Dehong li6 < proto-tai *ʔdɛiA1 | Sui ʔdaai1, Kam laai1, Maonan ʔdaai1, Mak ʔdaai6 < proto-Kam-Sui/proto-Kam-Tai *ʔdaai1 'bueno'
緩 [huăn] < hwanX < *awan ← siamés honA1, Bo'ai hɔn1, Dioi thon1 <  proto-Tai *xronA1| Sui khwən1-i, Kam khwən1, Maonan khun1-i, Mulam khwən1-i < proto-Kam-Sui *khwən1 'camino, camino' | proto-hlai *kuun1 || proto-austronesio *Zalan (Thurgood 1994:353)
- yuè jué shū 越絕書 (El Libro de los anales de Yuè), siglo I [24]

絕 jué < dzjwet < *bdzot  ← siamés codD1 'grabar, marcar' (Zhengzhang Shangfang 1999:8)
- "姑中山者越銅官之山也, 越人謂之銅, 「姑[沽]瀆」。 "[24]

"Las montañas medias de Gū son las montañas de la oficina de bronce de Yuè, el La gente Yuè los llama Bronce' gū[gū]dú".
姑[沽]瀆」 gūdú < ku=duwk < *aka=alok
← siameses khauA1 'cuerno', Daiya xau5, Sipsongpanna xau1, Dehong xau1, Lü xău1, Dioi kaou1 'montaña, colina' < proto-Tai *khauA2; Siamés luukD2l 'clasificador para montañas', Siamés khauA1-luukD2l 'montaña' || cf. Chino antiguo 谷 gǔ < kuwk << *ak-lok/luwk < *akə-lok/yowk < *blok 'valle'
- "越人謂船爲「須盧」。 "[25]

"... El La gente Yuè llama a un barco xūlú. ('barba' y 'cabaña')"
須 xū < sju < *bs(n)o
? ← saʔ siamés 'prefijo sustantivo'
盧 lú < lu < *bra
← Siamés rɯaA2, Longzhou lɯɯ2, Bo'ai luu2, Daiya hə2, Dehong hə2 'barco' < proto-Tai *drɯ[a,o] | Sui lwa1/ʔda1, Kam lo1/lwa1, Be zoa < proto-Kam-Sui *s-lwa(n)A1 'barco'
- "[劉]賈築吳市西城, 名曰「定錯」城。 "[26]

"[Líu] Jiă (el rey de Jīng 荆) construyó el muro occidental, se llamaba muro dìngcuò ['asentamiento (d)' y 'piedra de afilar'".
定 dìng < dengH < *adeng-s
← Siamés diaaŋA1, Daiya tʂhəŋ2, Sipsongpanna tseŋ2, Malayo (austronesio) dindiŋ2, Tagalo diŋdiŋ2 pared'
錯 cuò < tshak < *atshak
? ← siamés tokD1s 'poner→atardecer→oeste' (tawan-tok 'puesta de sol' = 'oeste'); Longzhou tuk7, Bo'ai tɔk7, Daiya tok7, Sipsongpanna tok7 < proto-Tai *tokD1s ǀ Sui tok7, Mak tok7, Maonan tɔk < proto-Kam-Sui *tɔkD1

#### Sustrato en lenguas chinas modernas
Además de un número limitado de elementos léxicos dejados en los textos históricos chinos, los restos de lenguas habladas por los antiguos Yue se pueden encontrar en sustratos no Han en dialectos del sur de China, por ejemplo: Wu, Min, Hakka, Yue, etc. Robert Bauer (1987) identifica veintisiete elementos léxicos en Yue, Hakka y Min variedades, que comparten Kra–Dai roots. Los siguientes son algunos ejemplos citados de Bauer (1987):
- golpear, latigar: Yue-Guangzhou faak7a ← Wuming Zhuang fa:k8, Siamés faatD2L, Longzhou faat, Po-ai faat.
- golpear: Yue-Guangzhou tap8 ← Siamés thup4/top2, Longzhou tupD1, Po-ai tup3/tɔpD1, Mak/Dong tapD2, Tai Nuea top5,  Sui-Lingam tjăpD2, Sui-Jungchiang tjăpD2, Sui-Pyo tjăpD2, T'en tjapD2, White Tai tup4, Red Tai tup3, Shan thup5, Lao Nong Khai thip3, Lue Moeng Yawng tup5, Leiping-Zhuang thop5/top4, Nung occidental tup4, Yay tup5, Saek thap6, Tai Lo thup3, Tai Maw thup3, Tai No top5, Wuming Zhuang tup8, Li-Jiamao tap8.
- morder: Yue-Guangzhou khap8 ← Siamés khop2, Longzhou khoop5, Po-ai hap3, Ahom khup, Shan khop4, Lü khop, White Tai khop2, Nung khôp, Hsi-lin hapD2S, Wuming-Zhuang hap8, T'ien-pao hap, Black Tai khop2, Red Tai khop3, Lao Nong Khai khop1,  Nung occidental khap6, etc.
- quemar: Yue-Guangzhou naat7a, Hakka nat8 ← Wuming Zhuang na:t8, Po-ai naatD1L "caliente".
- niño: Min-Chaozhou noŋ1 kiā3 "niño", Min-Suixi nuŋ3 kia3, Mandarín-Chengdu nɑŋ1 pɑ1 kər1 "hermano menor", Min-Fuzhou nauŋ6 "joven, inmaduro" ← Siamés nɔɔŋ4, Tai Lo lɔŋ3, Tai Maw nɔŋ3, Tai No nɔŋ3 "asiento más joven", Wuming Zhuang tak8 nu:ŋ4, Longzhou no:ŋ4 ba:u5,  Buyi nuaŋ4, Dai-Xishuangbanna nɔŋ4 tsa:i2, Dai-Dehong lɔŋ4 tsa:i2, etc.
- correcto, precisamente, justo ahora: Yue-Guangzhou ŋaam1 "correcto", ŋaam1 ŋaam1 "justo ahora", Hakka-Meixian ŋam5 ŋam5 "precisamente", Hakka-Youding ŋaŋ1 ŋaŋ1 "justo",  Min-Suixi ŋam1 "fit", Min-Chaozhou ŋam1, Min-Hainan ŋam1 ŋam1 "bueno" ← Wuming Zhuang ŋa:m1 "apropiado" / ŋa:m3 "precisamente, apropiado" / ŋa:m5 "exactamente", Longzhou ŋa:m5 vəi6.
- cubrir (1): Yue-Guangzhou hom6/ham6 ← Siamés hom2, Longzhou hum5, Po-ai hɔmB1, Lao hom, Ahom hum, Shan hom2, Lü hum, White Tai hum2, Black Tai hoom2,  Tai rojo hom3, Nung hôm, Tay hôm, Tho hoom, T'ien-pao ham, Dioi hom, Hsi-lin hɔm, T'ien-chow hɔm, Lao Nong Khai hom3, Nung occidental ham2, etc.
- cubrir (2): Yue-Guangzhou khap7, Yue-Yangjiang kap7a, Hakka-Meixian khɛp7, Min-Xiamen kaˀ7, Min-Quanzhou kaˀ7, Min-Zhangzhou kaˀ7 "cubrir" ← Wuming-Zhuang kop8 "cubrir", Li-Jiamao khɔp7, Li-Baocheng khɔp7, Li-Qiandui khop9, Li-Tongshi khop7 "cubrir".
- azotar, azotar, golpear: Yue-Guangzhou fit7 ← Wuming Zhuang fit8, Li-Baoding fi:t7.
- mono: Yue-Guangzhou ma4 lau1 ← Wuming Zhuang ma4 lau2, Mulao mə6 lau2.
- resbalar, caer, perder: Yue-Guangzhou lat7, Hakka lut7, Hakka-Yongding lut7, Min-Dongshandao lut7, Min-Suixi lak8, Min-Chaozhou luk7 ← siamés lutD1S, Longzhou luut, Po-ai botín, Wiming-Zhuang lo:t7.
- para golpear el pie, pisotear: Yue-Guangzhou tam6, Hakka tem5 ← Wuming Zhuang tam6, Po-ai tamB2, Lao tham, Lü tam, Nung tam.
- estúpido: Yue-Guangzhou ŋɔŋ6, Hakka-Meixian ŋɔŋ5, Hakka-Yongfing ŋɔŋ5, Min-Dongshandao goŋ6, Min-Suixi ŋɔŋ1, Min-Fuzhou ŋouŋ6 ← Be-Lingao ŋən2, Wuming Zhuang ŋu:ŋ6, Li-Baoding ŋaŋ2, Li-Zhongsha ŋaŋ2, Li-Xifan ŋaŋ2, Li-Yuanmen ŋaŋ4, Li-Qiaodui ŋaŋ4, Li-Tongshi ŋaŋ4, Li-Baocheng ŋa:ŋ2, Li-Jiamao ŋa:ŋ2.
- rasgar, pellizcar, pelar, pellizcar: Yue-Guangzhou mit7 "rasgar, romper, pellizcar, pelar con el dedo", Hakka met7 "arrancar, sacar, pelar" ← Be-Lingao mit5 "rasgar, rasgar", Longzhou bitD1S, Po-ai mit, Nung bêt, Tay bit "recoger, arrancar, cortar fuera", Wuming Zhuang bit7 "arrancar,  torcer, pelar, pellizcar, apretar, presionar", Li-Tongshi mi:t7, Li-Baoding mi:t7 "pellizcar, apretar, presionar".

#### Sustrato en cantonés
Yue-Hashimoto describe las lenguas siníticas yue, habladas en Guangdong, como lenguas influidas por el tai. Robert Bauer (1996) señala veintinueve cognados posibles entre el cantonés hablado en Guangzhou y Kra–Dai, de los cuales siete están bien confirmados:
- Cantonés kɐj1 hɔ:ŋ2 ← Wuming Zhuang kai5 ha:ŋ6 "pollo joven que no ha puesto huevos"[30]
- Cantonés ja:ŋ5 ← Siamés jâ:ŋ "pisar, pisar"[31]
- Cantonés kɐm6 ← Wuming Zhuang kam6, Siamés khòm, Be-Lingao xɔm4 "presionar hacia abajo"[32]
- cantonés kɐp7b na:3[b] ← Wuming Zhuang kop7,  Siamés kòp "rana"[33]
- Cantonés khɐp8 ← Siamés khòp "morder"[33]
- Cantonés lɐm5 ← Siamés lóm, Maonan lam5 "colapsar, derribar, caer (edificio)"[34]
- Cantonés tɐm5 ← Wuming Zhuang tam5, Siamés tàm "colgar, ser bajo"[35]

### Argumentos pro-austroasiáticos
Jerry Norman y Mei Tsu-Lin presentaron evidencia de que al menos algunos yue hablaban lengua austroasiática:
- Un préstamo bien conocido en sino-tibetano[39] es k-la para tigre (Hanzi: 虎; Chino antiguo (ZS): *qhlaːʔ > pinyin mandarín: hǔ, sino-vietnamita hổ) de Proto-austroasiático *kalaʔ (comparar vietic *k-haːlʔ > khaːlʔ > vietnamita khái y muong khảl).
- El nombre chino temprano para el Yangtze (en chino, 江; pinyin, jiāng; EMC: kœ:ŋ; OC: *kroŋ; Cantonés: "kong") se extendió más tarde a una palabra general para "río" en el sur de China. Norman y Mei sugieren que la palabra es afín con el vietnamita s ông (de *krong) y Mon kruŋ "río".

También proporcionan evidencia de un sustrato austroasiático en el vocabulario de Min Chinese. Por ejemplo:
- *-dəŋA "chamán" puede compararse con vietnamita đồng (/ɗoŋ2/) "chamanizar, comunicarse con espíritus" y Mon doŋ "bailar (como si) bajo posesión demoníaca".[41][42]
- *kiɑnB 囝 "hijo" parece estar relacionado con el vietnamita con (/kɔn/) y Mon kon "niño".[43][44]

La hipótesis de Norman y Mei ha sido criticada por Laurent Sagart, quien demuestra que muchas de las supuestas palabras prestadas pueden explicarse mejor como palabras chinas arcaicas, o incluso préstamos de lenguas austronesias; también argumenta que la cuna vietic debe estar ubicada más al sur en el actual Vietnam del Norte.
- Norman & Mei también compara el verbo Min "conocer, reconocer" 捌 (Proto-Min *pat; de donde Fuzhou /paiʔ˨˦/ & Amoy /pat̚˧˨/) al vietnamita biết, que también significa "conocer, reconocer". Sin embargo, Sagart sostiene que el sentido min y vietnamita "conocer, reconocer" se extiende semánticamente del verbo chino bien atestiguado 別 "distinguir, discriminar, diferenciar" ((Mandarín: bié; MC: /bɣiɛt̚/; OC: *criado);[46] por lo que Sagart considera el vietnamita biết como un préstamo del chino.
- Según el Shuowen Jiezi (100 AD), "En Nanyue, la palabra para perro es (en chino, 撓獀; pinyin, náosōu; EMC: nuw-ʂuw)", posiblemente relacionado con otros términos austroasiáticos. Sōu es "caza" en chino moderno. Sin embargo, en [Shuowen Jiezi], la palabra para perro también se registra como 獶獀 con  su pronunciación más probable alrededor del año 100 CE debe haber sido *ou-sou, que se asemeja al proto-austronesio *asu, *u-asu 'perro' que se asemeja al monosílabo austroasiático con iniciales palatales vietnamitas ch ó, Old Mon cl üw, etc.[7]
- Zheng Xuan (127–200 dC) escribió que 扎 (chino medio: /t͡ʃɣat̚/, chino mandarín moderno zā, chino moderno vietnamita: "trát") era la palabra utilizada por el pueblo Yue (越人) para significar "morir". Norman y Mei reconstruyen esta palabra como OC *'tsət y la relacionan con palabras austroasiáticas con el mismo significado, como el vietnamita chết y Mon chɒt. Sin embargo, Laurent Sagart señala que 扎 es una palabra china bien atestiguada que también significa "morir", que es pasada por alto por Norman y Mei.[46] Que esta palabra ocurriera en el antiguo idioma Yue en tiempos Han podría deberse a que el antiguo idioma Yue la tomó prestada del chino.[46] Por lo tanto, la semejanza de esta palabra china con una palabra austroasiática es probablemente accidental.[46]
- Según Sagart, la semejanza entre la palabra Min *-dəŋA "chamán" o "sanador espiritual" y el término vietnamita "đồng" es indudablemente por casualidad.[46]

Además, Chamberlain (1998) postula que el predecesor austroasiático de la lengua vietnamita moderna se originó en la actual provincia de Bolikhamsai y en la provincia de Khammouane en Laos, así como en partes de la provincia de Nghệ An y la provincia de Quảng Bình en Vietnam, en lugar de en la región al norte del delta del río Rojo. Sin embargo, Ferlus (2009) demostró que las invenciones de mortero, remo y sartén para cocinar arroz pegajoso, que es la principal característica de la cultura Đông Sơn, corresponden a la creación de nuevos léxicos para estas invenciones en el Viético del Norte (Việt-Mường) y el Viético Central (Cuoi-Toum). Se demostró que los nuevos vocabularios de estas invenciones eran derivados de verbos originales en lugar de elementos léxicos prestados. La distribución actual de Vietic del Norte también corresponde al área de la cultura Đông Sơn. Por lo tanto, Ferlus concluye que los hablantes del Viético del Norte (Viet-Muong) son los "herederos más directos" de los dongsonianos, que han residido en la parte sur del delta del río Rojo y el norte central de Vietnam desde el primer milenio antes de Cristo. Además, la arqueogenética demostró que antes del período Dong Son, los habitantes del delta del río Rojo eran predominantemente austroasiáticos:  los datos genéticos del sitio de entierro de la cultura Phùng Nguyên (que data de 1.800 aC) en Mán Bạc (en la actual provincia de Ninh Bình], Vietnam) tienen una proximidad cercana a los hablantes austroasiáticos modernos, mientras que la "genética mixta" del sitio Núi Nấp de la cultura Đông Sơn mostró afinidad con "Dai de China, hablantes de Tai-Kadai de Tailandia y hablantes austroasiáticos de Vietnam, incluido el Kinh"; estos resultados indicaron que se produjo un contacto significativo entre los hablantes de tai y los hablantes de vietic.
Ye (2014) identificó algunos préstamos austroasiáticos en el antiguo dialecto Chu del chino antiguo.